# Camisia biverrucata
Camisia biverrucata är en kvalsterart som först beskrevs av Koch 1839.  Camisia biverrucata ingår i släktet Camisia och familjen Camisiidae. Inga underarter finns listade.